# Южноамерикански кондор
Южноамерикансият кондор (Vultur gryphus), или още андският кондор е голяма птица, срещаща се по протежението на Андите, от Венецуела на север чак до Огнена земя на юг. В зависимост от обитанието често кондорът е наричан колумбийски, боливийски, перуански, чилийски и т.н.

## Размери и външен вид
Южноамериканският кондор достига до над 1 метър дължина и между 10 и 15 кг. а размахът на крилете му – до впечатляващите 310 – 330 cm.
Характерна за тези птици е черната окраска на перата, с изключение на по едно бяло петно на двете крила и „якичката“ на врата им. При мъжките екземпляри се наблюдава наличие на месест гребен над човката. При възрастните птици той достига до 5 cm. височина.
Продължителността на живота при южноамериканския кондор е между 50 и 70 години.

## Местообитание и особености на поведението
Кондорите живеят на голяма височина, обикновено между 3000 и 5000 m. По-често се среща на юг от Перу и в Патагония, където гнезди по хребетите на Андите. Най-често кондорите живеят по двойки, но се срещат и групи до 10 екземпляра.
Интересна особеност на тази птица е, че тя е сред най-високо летящите видове. За него е съвсем нормално да лети на над 5000 m височина, а немският учен Александър фон Хумболт твърдял, че е забелязвал кондор на около 7000 m височина.
Характерен за тези птици, както и за повечето лешояди, е реещият полет, при който те оглеждат скалите в търсене на мърша.

## Размножаване
Андските кондори стават полово активни на около 5 – 6-годишна възраст. Те образуват двойки, които се запазват доживот. Женската снася едно или две яйца на всеки две години, тъй като отглеждането на малките кондорчета е продължително и трудно. Ако едно от яйцата бъде изгубено, женската снася още едно на негово място. Първоначално малките са кафеникави, а „якичката“ им е черна и започват да придобиват характерните за възрастните цветове след една година.

## В южноамериканската култура
Кондорът се е превърнал в национален символ на Перу, както и на някои други страни от региона. Присъства в гербовете на Боливия, Чили, Еквадор и др. Тази величествена птица присъства в множество песни, легенди и приказки на южноамериканските народи.